# لوئیجی لوکنی

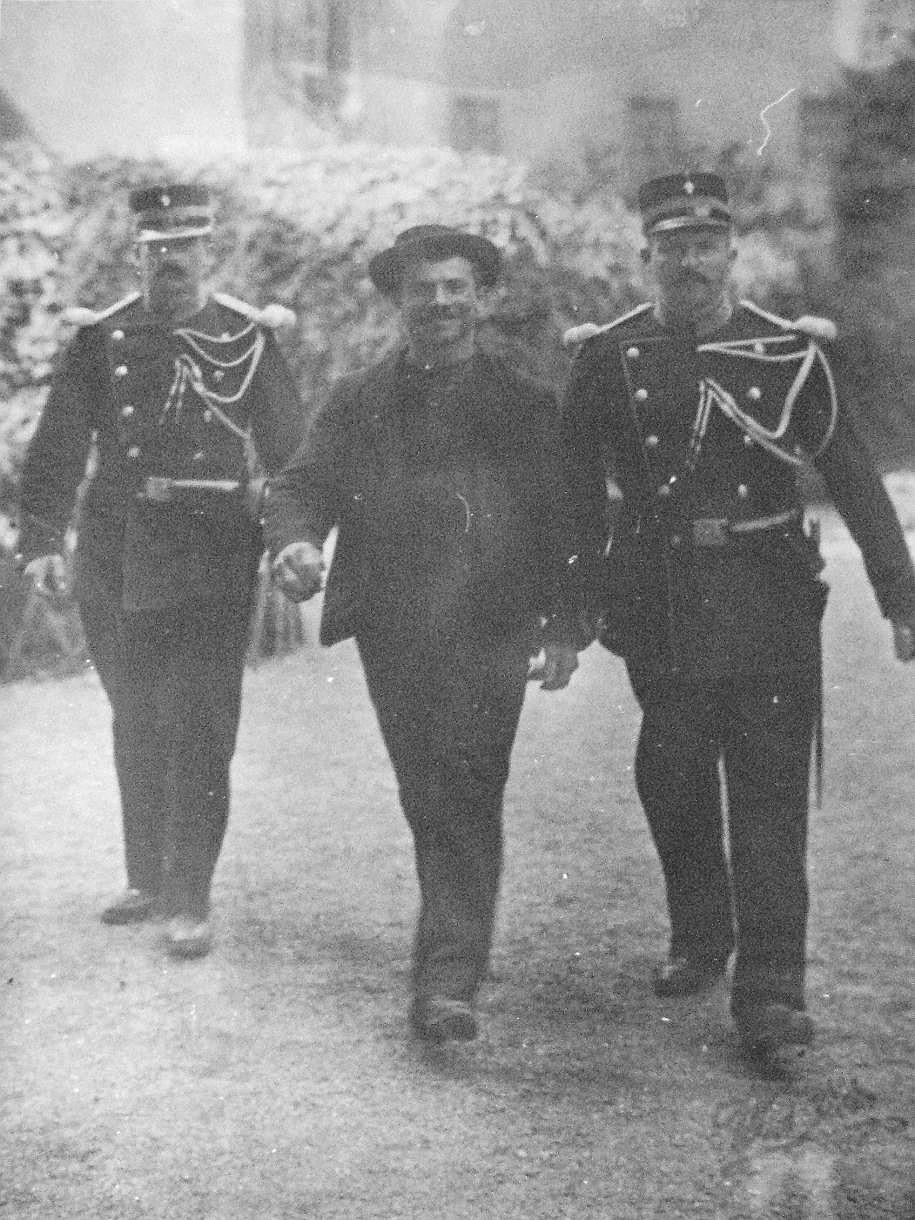
لوکنی هنگام دستگیری

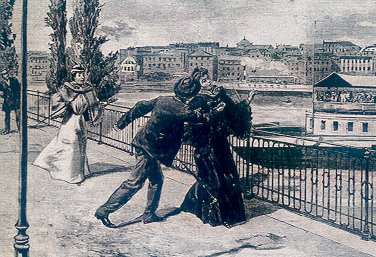
انگاشت هنری یک هنرمند از صحنه ترور الیزابت اتریش توسط لوییجی لوکنی در دهم سپتامبر ۱۸۹۸ در ژنو

لوئیجی لوکنی (تلفظ ایتالیایی: [luˈi:dʒi luˈkɛ:ni] انگلیسی: Luigi Lucheni؛ ۲۲ آوریل ۱۸۷۳ – ۱۹ اکتبر ۱۹۱۰) آنارشیست ایتالیایی بود که الیزابت اتریش-مجارستان را در ۱۸۹۸ ترور کرد. لوکنی به پروپاگاندای فعالانه اعتقاد داشت که بر اساس فلسفه «دفاع از اعتقادات و گسترش آن از طریق عمل مستقیم خشونت‌آمیز» شکل گرفته بود.

## اوایل زندگی
لوکنی در پاریس و از مادری ایتالیایی به دنیا آمد و در پرورشگاه بزرگ شد. او پیش از آن‌که در بیست سالگی به ارتش ایتالیا بپیوندد، شغل‌های گوناگون و عجیبی را آزمود. او سه سال و نیم در ارتش بود و در جنگ اول ایتالیا و اتیوپی جنگید.
او پس از ترک ارتش، به سوئیس مهاجرت کرد و در آن‌جا بود که افکار آنارشیستی‌اش را توسعه داد.

## ترور الیزابت اتریش
لوکنی به دنبال کشتن کسی از طبقه‌ای که بالا و ممتاز می‌دانست، بود و برایش اهمیتی نداشت که چه عضوی از این طبقه کشته شود. او در خاطرات روزانه‌اش می‌نویسد: «چه‌قدر مایلم کسی را بکشمِ؛ آن شخص باید شخص مهمی باشد که خبر کشته شدن‌اش در روزنامه‌ها منتشر شود.»
او ابتدا تصمیم داشت فیلیپه، دوک اورلئان را ترور کند اما به خاطر این‌که دوک به شکلی ناگهانی برنامه سفرش را تغییر داد و او دانست که شخص دیگری از خاندان سلطنتی از ژنو بازدید می‌کند، برای ترور الیزابت برنامه‌ریزی کرد.
الیزابت که طبعی سرکش داشت، اغلب از همراهی پلیس و داشتن محافظ سر باز می‌زد و به همین علت در نگاه مردم، تحسین می‌شد. در ۱۰ سپتامبر ۱۸۹۸ او و خدمتکارش تصمیم داشتند با کشتی بخار ژنیو از ژنو به مونترو سفر کنند. هنگامی که آن‌ها منتظر سوار شدن به کشتی بودند، لوکنی به سمت او دوید و سوهانی نوک‌تیز (که هم‌اکنون در موزه الیزابت نگهداری می‌شود) را در سینه‌اش فرو کرد. او را به هتل محل اقامتش برگرداندند و برایش پزشک آوردند اما او در ساعت ۲:۱۰ بعد از ظهر آن روز درگذشت.
بعد از حمله، لوکنی به رودس آلپس گریخت. جایی که سوهان را دور انداخت. او توسط دو راننده تاکسی و ملوان دستگیر شده و به یک ژاندارم تحویل داده شد. صبح روز بعد، نظافت‌چی سوهان را پیدا کرد. بعد از دستگیری، لوکنی تلاش کرد تا در ایالت لوسرن محاکمه شود؛ جایی که مجازات اعدام در انتظارش بود و او می‌توانست با استفاده از این قضیه، سر و صدای تبلیغاتی بیشتری ایجاد کند. اما درخواستش رد شد و او در ژنو، که مجازات اعدام لغو شده بود، محاکمه شده، به جرمش اقرار کرد و به حبس ابد محکوم شد.

## مرگ
لوکنی بعد از گذراندن ۱۲ سال از محکومیتش، در ۱۹ اکتبر ۱۹۱۰ خودش را با کمربندش حلق‌آویز کرد. بدن او توسط پزشکی قانونی کالبدشکافی شد. سرش را از بدن جدا کرده و در شیشه‌ای از فرمالدهید تا سال ۱۹۸۵ در مؤسسه علوم پزشکی قانونی دانشگاه ژنو نگهداری کردند. پس از آن به موزه پاتولوژی و آناتومی وین منتقل شده و در سال ۲۰۰۰ در گورستان مرکزی وین دفن شد.